# Regio VI degli scavi archeologici di Pompei
Nella lista seguono i monumenti presenti nella Regio VI degli scavi archeologici di Pompei.

## Insula 1
| Pos. | Foto | Nome                               | Descrizione | Note |
| ---- | ---- | ---------------------------------- | --- | ---- |
| 1    | -    | Casa del Triclinio                 | Situata nei pressi di Porta Ercolano, è stata esplorata parzialmente tra il 1770 ed il 1787 e ciò che ne rimane è un cumulo di rovine, distrutta in parte da una bomba nel 1943 ed in parte da un crollo verificatosi nel 1982: della casa, probabilmente utilizzata anche come albergo, sono visibili i resti del triclinio con una piccola edicola votiva                                                                                        |      |
| 2    | -    | Caupona                            | - |      |
| 3    | -    | Ingresso per piano superiore       | - |      |
| 4    | -    | Locanda                            | - |      |
| 5    | -    | Popina                             | - |      |
| 6    | -    | Ingresso secondario (VI.1.7.)      | - |      |
| 7    |      | Casa delle Vestali                 | È un'abitazione di oltre mille metri quadrati: nell'atrio è visibile l'impluvium decorato in marmo e resti della pavimentazione a mosaico, in alcune parti riproducenti disegni geometrici; ben conservato il giardino, con peristilio ed al centro due piscine entrambe dipinte di blu: resti di affreschi, soprattutto in quarto stile, sono visibili in diversi ambienti, mentre quelli meglio conservati sono al museo archeologico di Napoli. |      |
| 8    | -    | Ingresso secondario (VI.1.7.)      | - |      |
| 9    | -    | Bottega                            | - |      |
| 10   | -    | Casa del Chirurgo                  | Risale al III secolo a.C., anche se poi nel corso degli anni ha subito due grossi interventi di restauro ed è così chiamata per il ritrovamento di numerosi oggetti medici, come sonde e bisturi. I muri interni sono costruiti a opera a telaio, mentre le uniche opere decorative ancora presenti sono una serie di affreschi in un ambiente finestrato, nei pressi del giardino, in primo ed in quarto stile.                                   |      |
| 11   | -    | Ingresso per piano superiore       | - |      |
| 12   | -    | Bottega                            | - |      |
| 13   | -    | Compitum con stalla                | - |      |
| 14   | -    | Fabbrica del Sapone                | - |      |
| 15   | -    | Bottega                            | - |      |
| 16   | -    | Ingresso per piano superiore       | - |      |
| 17   | -    | Thermopolium e popina di Acisculus | - |      |
| 18   | -    | Thermopolium e popina di Phoebus   | - |      |
| 19   | -    | Pozzo pubblico                     | - |      |
| 20   | -    | Ingresso secondario (VI.1.18.)     | - |      |
| 21   | -    | Ingresso secondario (VI.1.14.)     | - |      |
| 22   | -    | Stalla                             | - |      |
| 23   | -    | Ingresso secondario (VI.1.10.)     | - |      |
| 24   | -    | Ingresso secondario (VI.1.17.)     | - |      |
| 25   | -    | Casa del Salve                     | - |      |
| 26   | -    | Ingresso secondario (VI.1.7.)      | - |      |

## Insula 2
| Pos. | Foto | Nome                           | Descrizione | Note |
| ---- | ---- | ------------------------------ | --- | ---- |
| 1    | -    | Thermopolium                   | - |      |
| 2    | -    | Bottega                        | - |      |
| 3    | -    | Bottega                        | - |      |
| 4    | -    | Casa di Sallustio              | Deve il suo nome ad un'iscrizione elettorale trovata sulla facciata principale; l'abitazione risale al III secolo a.C. ed apparteneva a Cosso Libano e nell'ultimo periodo fu aggiunto un piano superiore e trasformata in locanda. Presenta decorazioni in primo stile nell'atrio, nel tablino e in un cubicolo; è inoltre presente anche un peristilio, nel quale era affrescato il mito di Diana e Atteone.                                        |      |
| 5    | -    | Thermopolium e coupona         | - |      |
| 6    |      | Panificio                      | - |      |
| 7    | -    | Bottega                        | - |      |
| 8    | -    | Ingresso per piano superiore   | - |      |
| 9    | -    | Ingresso per piano superiore   | - |      |
| 10   | -    | Casa senza nome                | - |      |
| 11   | -    | Casa senza nome                | - |      |
| 12   | -    | Casa senza nome                | - |      |
| 13   | -    | Casa senza nome                | - |      |
| 14   | -    | Casa delle Amazzoni            | Chiamata anche Casa di Iside ed Osiride è stata scavata nel 1810 e poco più ampia di centocinquanta metri quadrati: nell'atrio ci sono i resti di un impluvium e di un larario dove erano dipinte diverse divinità egizie; resti di decorazioni sono presenti in diversi ambienti, soprattutto nel triclinio, sia pittoriche, in quarto stile, come la raffigurazione di Arianna e diverse figure femminili, che pavimentali, ossia resti di mosaici. |      |
| 15   | -    | Ingresso secondario (VI.2.22.) | - |      |
| 16   | -    | Casa del Narciso               | È stata esplorata nel 1811 e nel 1818 e presenta un impianto regolare, con atrio con impluvium in marmo, di cui sono visibili pochi resti, giardino con peristilio con quattro colonne angolari e cucina con focolare e forse una latrina: si conservano ancora tracce del mosaico utilizzato come pavimento e tratti di intonaco alle pareti. |      |
| 17   | -    | Casa d'Iside                   | È stata esplorata tra il 1787 ed il 1818 e gravemente danneggiata durante il bombardamento del 1943: presenta un atrio con impluvium e resti di una cisterna con puteale; tracce di decorazioni in terzo stile si conservano nel triclinio. |      |
| 18   | -    | Stalla                         | - |      |
| 19   | -    | Hospitium                      | - |      |
| 20   | -    | Hospitium                      | - |      |
| 21   | -    | Ingresso secondario (VI.2.16.) | - |      |
| 22   | -    | Casa di M. Pupius              | Chiamata anche Casa di Apollo o Casa delle Danzatrici è stata scavata dal 1811 al 1840: casa a pianta irregolare, presenta nel corridoio d'ingresso resti della pavimentazione e dell'intonaco, così come nell'atrio; in diversi ambienti si riscontrano tracce di decorazioni in terzo stile, tra cui un affresco raffigurante un sileno che abbraccia una menade, mentre nel peristilio si è conservato anche il larario a nicchia.                 |      |
| 23   | -    | Bottega                        | - |      |
| 24   | -    | Casa del Narcisso              | Chiamata anche Casa di Cosii è stata scavata nel 1812 e presenta ai lati dell'ingresso, sulla strada, due panche in muratura sulle quali era possibile sedersi: la casa ha un impianto irregolare, con atrio con tre stanze intorno, cucina, resti di una scala che conduceva al piano superiore e pochissime tracce di decorazioni pittoriche. |      |
| 25   | -    | Casa senza nome                | - |      |
| 26   | -    | Casa con bottega               | - |      |
| 27   | -    | Casa senza nome                | - |      |
| 28   | -    | Hospitium                      | - |      |
| 29   | -    | Casa senza nome                | - |      |
| 30   | -    | Ingresso secondario (VI.2.4.)  | - |      |
| 31   | -    | Ingresso secondario (VI.2.4.)  | - |      |
| 32   | -    | Ingresso secondario (VI.2.1.)  | - |      |

## Insula 3
| Pos. | Foto | Nome                           | Descrizione | Note |
| ---- | ---- | ------------------------------ | --- | ---- |
| 1    | -    | Bottega                        | - |      |
| 2    | -    | Ingresso per piano superiore   | - |      |
| 3    |      | Casa del Forno                 | Risale al II secolo a.C. e fu ristrutturata a seguito del terremoto di Pompei del 62: al momento dell'eruzione i lavori non erano ancora terminati. Proprio a seguito dell'evento sismico, la zona residenziale fu spostata al piano superiore, mentre quello inferiore fu trasformato in panificio: è infatti presente il forno, le macine e la cucina. La casa presenta un giardino con stalla, nella quale fu ritrovato lo scheletro di un mulo- |      |
| 4    | -    | Bottega                        | - |      |
| 5    | -    | Bottega                        | - |      |
| 6    | -    | Bottega                        | - |      |
| 7    | -    | Casa di Musica                 | Così chiamata poiché al suo interno sono stati trovati affreschi ritraenti numerosi strumenti musicali, è caratterizzata da un atrio con impluvium e larario, in origine decorato e rivestito in stucco rosso, un tablino e un peristilio: tra le varie opere ritrovate una testa di leone in marmo, utilizzata come fontana e affreschi come la profezia di Cassandra e l'abbandono di Didone.                                                     |      |
| 8    | -    | Bottega                        | - |      |
| 9    | -    | Bottega                        | - |      |
| 10   | -    | Casa di Svettio                | Era anche utilizzata come bottega: possiede infatti un ampio cortile d'ingresso con al centro i resti di un larario; tra i vari ambienti si riconosce una cucina con latrina, il dormitorio ed il laboratorio, mentre non rimane nessuna traccia di ornamenti. |      |
| 11   | -    | Ingresso per piano superiore   | - |      |
| 12   | -    | Casa con bottega               | - |      |
| 13   | -    | Ingresso per piano superiore   | - |      |
| 14   | -    | Ingresso per piano superiore   | - |      |
| 15   | -    | Casa con bottega               | - |      |
| 16   | -    | Ingresso per piano superiore   | - |      |
| 17   | -    | Casa con bottega               | - |      |
| 18   | -    | Bar di Fortuna                 | - |      |
| 19   | -    | Bar di Fortunata               | - |      |
| 20   | -    | Bar di Fortunata               | - |      |
| 21   | -    | Casa senza nome                | - |      |
| 22   | -    | Ingresso secondario (IV.3.22.) | - |      |
| 23   | -    | Ingresso per piano superiore   | - |      |
| 24   | -    | Bottega                        | - |      |
| 25   | -    | Ingresso secondario (IV.3.7.)  | - |      |
| 26   | -    | Ingresso secondario (IV.3.7.)  | - |      |
| 27   | -    | Panificio                      | - |      |
| 28   | -    | Stalla                         | - |      |

## Insula 4
| Pos. | Foto | Nome                          | Descrizione | Note |
| ---- | ---- | ----------------------------- | ----------- | ---- |
| 1    | -    | Bottega                       | -           |      |
| 2    | -    | Ingresso per piano superiore  | -           |      |
| 3    | -    | Bottega                       | -           |      |
| 4    | -    | Hospitium                     | -           |      |
| 5    | -    | Bottega                       | -           |      |
| 6    | -    | Bottega                       | -           |      |
| 7    | -    | Bottega                       | -           |      |
| 8    | -    | Bottega                       | -           |      |
| 9    | -    | Ingresso secondario (VI.4.8.) | -           |      |
| 10   | -    | Casa senza nome               | -           |      |
| 11   | -    | Bottega                       | -           |      |

## Insula 5
| Pos. | Foto | Nome                                | Descrizione | Note |
| ---- | ---- | ----------------------------------- | --- | ---- |
| 1    | -    | Ingresso per piano superiore        | - |      |
| 2    | -    | Bottega                             | - |      |
| 3    | -    | Casa di Nettuno                     | È stata scavata nel 1843 e bombardata durante la seconda guerra mondiale, nel 1943: l'atrio d'ingresso presenta un impluvium in marmo, al centro del quale fu ritrovata la statua di un sileno, oltre a diversi putti in bronzo ed un piedistallo sempre in marmo; sulle pareti dei diversi ambienti rimangono tracce di pitture, in particolar modo in una stanza, dove, oltre agli affreschi, si è conservato anche il pavimento a mosaico. |      |
| 4    | -    | Casa senza nome                     | - |      |
| 5    | -    | Casa del Granduca Michele di Russia | Chiamata anche Casa dei Vasi di Vetro è stata esplorata tra il 1837 ed il 1844 e tra il 2005 ed il 2011: quest'ultima sessione di scavi si è particolarmente soffermata su ciò che c'era al di sotto della costruzione sepolta dall'eruzione del 79; l'abitazione presenta un atrio con impluvio, un giardino con quattro colonne che fungevano da pergolato e alcune semicolonne decorative poggiata al muro di cinta.                       |      |
| 6    | -    | Bottega                             | - |      |
| 7    | -    | Giardino                            | - |      |
| 8    | -    | Casa senza nome                     | - |      |
| 9    | -    | Casa senza nome                     | - |      |
| 10   | -    | Ingresso secondario (VI.5.9.)       | - |      |
| 11   | -    | Ingresso per piano superiore        | - |      |
| 12   | -    | Thermopolium e caupona di Modestus  | - |      |
| 13   | -    | Casa di Modesto                     | - |      |
| 14   | -    | Casa senza nome                     | - |      |
| 15   | -    | Panificio                           | - |      |
| 16   | -    | Casa di Faventinus                  | È stata scavata nel XIX secolo e nel 1976: graffiti erano presenti sulla facciata principale, mentre all'interno è l'atrio con impluvio e cisterna, resti di una scala che portava al piano superiore, un tablino con viridario; resti di pitture si ritrovano in alcuni ambienti come nell'oecus, dipinto con pareti in giallo e in un cubicolo, con pareti in rosso.                                                                        |      |
| 17   | -    | Casa della Colonna Etrusca          | È così chiamata per la presenza di una colonna di tipo etrusco nel muro dell'atrio, che i proprietari della casa utilizzarono come decorazione: tuttavia nell'abitazione non restano segni di decorazioni, se non in un larario, dove alcuni studi hanno confermato la presenza di tre strati di stucco. |      |
| 18   | -    | Ingresso per piano superiore        | - |      |
| 19   | -    | Casa dei Fiori                      | Chiamata anche Casa del Cinghiale o Casa dei Tre Cortili è stata scavata a più riprese tra il 1808 ed il 1844: di modeste dimensioni, l'abitazione mostra solo qualche traccia di pittura in un ambiente in un angolo dell'atrio, con affreschi a motivi geometrici. |      |
| 20   | -    | Ingresso secondario (VI.5.8.)       | - |      |
| 21   | -    | Ingresso secondario (VI.5.5.)       | - |      |
| 22   | -    | Ingresso secondario (VI.5.3.)       | - |      |

## Insula 6
| Pos. | Foto | Nome                           | Descrizione | Note |
| ---- | ---- | ------------------------------ | --- | ---- |
| 1    |      | Casa di Pansa                  | Apparteneva ad un ricco commerciante campano, Alleius Nigidius Maius, anche se negli ultimi anni fu data in affitto: costruita probabilmente tra il 120 ed il 140 a.C., nel giardino furono ritrovati capitelli in ordine ionico. L'ingresso, l'atrio e il tablino sono posti in asse; la particolarità della casa è pavimentazione in pietre colorate che adornano il marciapiede antistante ed il vestibolo. |      |
| 2    | -    | Bottega                        | - |      |
| 3    | -    | Bottega                        | - |      |
| 4    | -    | Panificio                      | - |      |
| 5    | -    | Ingresso secondario (VI.6.4.)  | - |      |
| 6    | -    | Ingresso per piano superiore   | - |      |
| 7    | -    | Casa senza nome                | - |      |
| 8    | -    | Ingresso secondario (VI.6.6.)  | - |      |
| 9    | -    | Casa senza nome                | - |      |
| 10   | -    | Casa senza nome                | - |      |
| 10a  | -    | Ingresso per piano superiore   | - |      |
| 11   | -    | Stalla                         | - |      |
| 12   | -    | Ingresso secondario (VI.6.1.)  | - |      |
| 13   | -    | Ingresso secondario (VI.6.1.)  | - |      |
| 14   | -    | Casa senza nome                | - |      |
| 15   | -    | Casa senza nome                | - |      |
| 16   | -    | Casa senza nome                | - |      |
| 17   | -    | Casa con panificio             | - |      |
| 18   | -    | Ingresso per piano superiore   | - |      |
| 19   | -    | Ingresso per piano superiore   | - |      |
| 20   | -    | Ingresso secondario (VI.6.17.) | - |      |
| 21   | -    | Panificio                      | - |      |
| 22   | -    | Bottega                        | - |      |
| 23   | -    | Bottega                        | - |      |

## Insula 7
| Pos. | Foto | Nome                          | Descrizione | Note |
| ---- | ---- | ----------------------------- | --- | ---- |
| 1    | -    | Casa senza nome               | - |      |
| 2    | -    | Ingresso per piano superiore  | - |      |
| 3    | -    | Casa con Atrio Tetrastilo     | Si presenta con un atrio di tipo tetrastilo ed un impluvium, intorno al quale, in piccoli canali, fu ricreato un piccolo giardino: nella stessa stanza, sotto un larario fu inoltre ritrovato il graffito di un alfabeto fatto da un bambino; in diversi ambienti si sono conservati degli intonaci, in particolar modo in un ambiente dove è presente un affresco raffigurante Achille e Patroclo.                                |      |
| 4    | -    | Ingresso per piano superiore  | - |      |
| 5    | -    | Bottega                       | - |      |
| 6    | -    | Casa di Ercole                | È stata esplorata nel 1835 e restaurata nel 1976: presenta sia nella facciata che nel corridoio d'ingresso resti della decorazione parietale in rosso; nell'atrio è visibile l'impluvio ed un larario ad edicola dove si conservano tracce della figura sacra, così come resti di pittura si ritrovano in molti ambienti, mentre alti invece sono andati perduti, come uno raffigurante Giove, Bacco e Venere.                     |      |
| 7    | -    | Casa senza nome               | - |      |
| 8    |      | Bottega                       | - |      |
| 9    |      | Casa di Tullius               | - |      |
| 10   |      | Bottega                       | - |      |
| 11   |      | Bottega                       | - |      |
| 12   |      | Ingresso per piano superiore  | - |      |
| 13   |      | Bottega                       | - |      |
| 14   | -    | Ingresso per piano secondario | - |      |
| 15   |      | Casa del Duca d'Aumale        | - |      |
| 16   |      | Casa di Mercurio              | - |      |
| 17   | -    | Ingresso per piano superiore  | - |      |
| 18   |      | Casa di M. Asellini           | Chiamata anche Casa di Adone, è così chiamata sia per il ritrovamento di un sigillo con il nome di M. Asellini, sia per la presenza di un affresco nel peristilio raffigurante Adone ferito: si presenta con atrio con resti di un impluvio in marmo ed un giardino con peristilio, contornato da diversi ambienti; proprio in queste stanze si conservano le principali decorazioni pittoriche della casa.                        |      |
| 19   |      | Casa di Inaco ed Io           | Chiamata anche Casa di Fabius Tyrannus e Iarinus, è stata scavata nel 1836 e restaurata nel 1978: è una casa dall'impianto regolare, con atrio e piccolo giardino colonnato con resti di colonne su due lati; alcune tracce dell'intonaco si sono conservate, anche se numerosi affreschi sono andati perduti con il tempo: tuttavia il più interessante ritrovamento dell'abitazione sono state sessantaquattro posate d'argento. |      |
| 20   |      | Casa dell'Argenteria          | Chiamata anche Casa dei Vasi d'Argento, è così denominata poiché, il 23 marzo 1835, furono ritrovati diversi pezzi d'argenteria, come vasi e tazze, completamente decorati: la casa presenta un impianto regolare e nel giardino si sono ben conservate le colonne del peristilio; in alcune stanze numerose tracce di affreschi, alcuni sbiaditi dal tempo, altri, come una raffigurazione di Apollo.                             |      |
| 21   |      | Ingresso secondario (VI.7.20) | - |      |
| 22   |      | Bottega                       | - |      |
| 23   |      | Casa di Apollo                | Apparteneva probabilmente a A. Herenuleius Communis, grazie al ritrovamento di un sigillo: il tablino era ornato con statue di Apollo e di un fauno durante la caccia di una cerva, oltre ad una pittura di Venere; un cubicolo nel giardino presenta un mosaico con le figure di Ulisse e Achille travestito ed affreschi legati ad Apollo                                                                                        |      |
| 24   | -    | Ingresso per piano superiore  | - |      |
| 25   |      | Casa senza nome               | - |      |
| 26   |      | Stalla                        | - |      |

## Insula 8
| Pos. | Foto | Nome                              | Descrizione | Note |
| ---- | ---- | --------------------------------- | --- | ---- |
| 1    | -    | Ingresso secondario (VI.8.22.)    | - |      |
| 2    | -    | Ingresso secondario (VI.8.20.)    | - |      |
| 3    | -    | Ingresso secondario (VI.8.5.)     | - |      |
| 4    | -    | Bottega                           | - |      |
| 5    | -    | Casa del Poeta Tragico            | La Casa del Poeta Tragico fu scavata tra il 1824 ed il 1825 ed ha delle dimensioni ridotti rispetto alle altre grandi case di Pompei. All'ingresso è collocato un mosaico che reca la scritta Cave Canem; all'interno erano presenti diversi affreschi poi staccati e conservati al museo nazionale di Napoli, come la scena di prove teatrali, da cui la casa prende il nome, oppure episodi dell'Iliade.                                       |      |
| 6    | -    | Bottega                           | - |      |
| 7    | -    | Ingresso per piano superiore      | - |      |
| 8    | -    | Thermopolium                      | - |      |
| 9    |      | Thermopolium                      | - |      |
| 10   | -    | Ingresso per piano superiore      | - |      |
| 11   |      | Bottega                           | - |      |
| 12   |      | Bottega                           | - |      |
| 13   |      | Bottega                           | - |      |
| 14   |      | Bottega del Barbiere              | - |      |
| 15   |      | Bottega                           | - |      |
| 16   |      | Bottega                           | - |      |
| 17   |      | Bottega                           | - |      |
| 18   |      | Bottega                           | - |      |
| 19   |      | Bottega                           | - |      |
| 20   | -    | Fullonica di L. Veranius Hypsaeus | - |      |
| 21   | -    | Casa di L. Veranius Hypsaeus      | Scavata tra il 1824 ed il 1829, è una casa adiacente all'omonima fullonica: l'abitazione ha un atrio ben conservato, con colonne intorno al impluvio in tufo e resti di pavimentazione a mosaico, quest'ultimo, soprattutto nel tablino, realizzato con la tecnica del opus signinum; sono inoltre visibili tracce di intonaco che facevano parte di decorazioni in terzo e quarto stile e parte della scalinata che portava al piano superiore. |      |
| 22   |      | Casa della Fontana Grande         | Deve il suo nome e la sua particolarità alla presenza nel giardino di una grossa fontana, tipica del periodo post-augusteo, a forma di nicchia ed interamente decorata con mosaici e pezzi di vetro policromi; è inoltre presente un bronzo raffigurante un putto con delfino, copia di quello originale esposto al museo archeologico a Napoli.                                                                                                 |      |
| 23   |      | Casa della Fontana Piccola        | Risale come impianto alla prima metà del II secolo a.C. ed è strutturata sull'asse ingresso, atrio, tablino. Proprio lungo l'atrio, con impluvium, si aprono la maggior parte delle stanze. Il peristilio è decorato con raffigurazioni di paesaggi ed edifici marittimi; presente inoltre una fontana, che funge da ninfeo, decorata con mosaici e sculture (del I secolo d.C.).                                                                |      |
| 24   | -    | Ingresso secondario (VI.8.23.)    | - |      |

## Insula 9
| Pos. | Foto | Nome                            | Descrizione | Note |
| ---- | ---- | ------------------------------- | --- | ---- |
| 1    |      | Casa di Iside ed Io             | Chiamata anche Casa del Duca d'Aumale, era probabilmente una caupona, come testimoniato dall'enorme quantità di stoviglie ritrovati e conservati al museo Condé di Parigi: nell'atrio, resti dell'impluvium e di un blocco in travertino, utilizzato come base per una cassaforte; diversi ambienti sono stati danneggiati da un bombardamento del 1943 e mancano le decorazioni pittoriche, alcune asportate, come quella raffigurante l'arrivo di Io a Canopo. |      |
| 2    |      | Casa di Meleagro                | Deve il nome ad un affresco raffigurante Meleagro e Atalanta posto all'ingresso della casa; l'atrio è pavimentato in cocciopesto, mentre, una rarità nell'antica Pompei, è l'oecus è in stile corinzio, decorato con colonne. |      |
| 3    |      | Casa del Centauro               | Chiamata anche Casa di A. Vettius Caprasius Felix è il frutto dell'unione di due abitazioni, come dimostrato dalla presenza di un doppio tablino, peristilio, che hanno conservato quasi intatte le colonne, atrio ed impluvium, dove, al di sotto di uno di essi, è stato ritrovato un mosaico pavimentale appartenente alla precedente abitazione; sono inoltre visibili tracce di decorazioni parietali, soprattutto affreschi di forme geometriche.          |      |
| 4    | -    | Ingresso secondario (VI.9.3.)   | - |      |
| 5    |      | Ingresso secondario (VI.9.3.)   | - |      |
| 6    |      | Casa dei Dioscuri               | È stata costruita nell'ultima fase di Pompei e venne esplorata tra il 1828 ed il 1829: la costruzione presenta un atrio corinzio con dodici colonne in tufo e le pitture sono tutte in quarto stile, tra cui quella dei dioscuri Castore e Polluce. Finemente decorato anche il peristilio con elementi architettonici e nature morte. |      |
| 7    |      | Casa di Cn. Caetronius Eutychus | È stata scavata tra il 1826 ed il 1837: è strutturata con un atrio con impluvio centrale in tufo, una cucina, dov'è ancora visibile il focolare ed i resti di un affresco raffigurante un serpente nei pressi di un larario, un giardino con triclinio e quattordici stanze, alcune delle quali conservano pezzi di intonaco alle pereti, in rosso o bianco. |      |
| 8    | -    | Ingresso secondario (VI.9.7.)   | - |      |
| 9    | -    | Ingresso secondario (VI.9.6.)   | - |      |
| 10   | -    | Ingresso secondario (VI.9.3.)   | - |      |
| 11   | -    | Ingresso secondario (VI.9.3.)   | - |      |
| 12   | -    | Ingresso secondario (VI.9.3.)   | - |      |
| 13   | -    | Ingresso secondario (VI.9.2.)   | - |      |
| 14   | -    | Ingresso secondario (VI.9.1.)   | - |      |

## Insula 10
| Pos. | Foto | Nome                            | Descrizione | Note |
| ---- | ---- | ------------------------------- | --- | ---- |
| 1    |      | Caupona                         | - |      |
| 2    |      | Casa dei Cinque Scheletri       | Chiamata anche Casa del Vatinicio di Cassandra presenta resti di intonaco in rosso sulla facciata, mentre all'interno l'atrio ha un impluvium in marmo ed un pavimento in cocciopesto con alcune tessere bianche; in un oecus è stato ritrovato un affresco di Elena e Paride e di Ulisse e Penelope, conservato al museo nazionale; stessa sorte è toccata all'affresco di Perseo ed Andromeda.                                                               |      |
| 3    |      | Caupona                         | - |      |
| 4    |      | Casa di Caprasia e Nymphius     | È stata esplorata nel 1828 e nel 1831 ed ha un impianto irregolare: il triclinio era posto sul retro della casa, con ingresso dal giardino, il quale era probabilmente decorato con piante in vasi; sono visibili i resti della scala che portava al piano superiore e tracce del mosaico pavimentale. |      |
| 5    |      | Bottega                         | - |      |
| 6    |      | Casa di Pomponius               | È così chiamata poiché al momento dello scavo, sulla facciata, fu ritrovato un affresco con la scritta Pomponius, il proprietario della casa: nell'atrio, oltre all'impluvio, è stato ritrovato anche un pozzo ed un frantoio, forse in attesa di essere messo nella cantina, mentre nel giardino era un portico sostenuto da quattro colonne; resti di affreschi si osservano in un cubicolo ed in un oecus, così come pezzi di pavimento in pietra colorata. |      |
| 7    |      | Casa dell'Ancora                | Prende in nome da un mosaico che raffigura un'ancora posto nella zona d'ingresso: di interesse anche il giardino colonnato che presenta delle nicchie absidate. |      |
| 8    |      | Ingresso secondario (VI.10.11.) | - |      |
| 9    |      | Ingresso secondario (VI.10.11.) | - |      |
| 10   | -    | Bottega                         | - |      |
| 11   | -    | Casa del Naviglio               | Chiamata anche Casa di Zefiro e Flora, originaria del III secolo a.C. si sviluppa intorno ad un cortile centrale: presenta poi un tablino ed un triclinio, ottenuto riutilizzando lo spazio occupato precedentemente da un orto. In tutta la casa si ripercorrono decorazioni in quarto stile, anche se non mancano alcuni esempi di pittura in primo stile.                                                                                                   |      |
| 12   | -    | Bottega                         | - |      |
| 13   | -    | Bottega                         | - |      |
| 14   | -    | Casa senza nome                 | - |      |
| 15   | -    | Bottega                         | - |      |
| 16   |      | Ingresso secondario (VI.10.7.)  | - |      |
| 17   |      | Ingresso secondario (VI.10.6.)  | - |      |
| 18   |      | Ingresso secondario (VI.10.4.)  | - |      |
| 19   | -    | Ingresso secondario (VI.10.1.)  | - |      |

## Insula 11
| Pos. | Foto | Nome                         | Descrizione | Note |
| ---- | ---- | ---------------------------- | --- | ---- |
| 1    | -    | Bottega                      | - |      |
| 2    | -    | Ingresso per piano superiore | - |      |
| 3    | -    | Casa senza nome              | - |      |
| 4    | -    | Casa senza nome              | - |      |
| 5    | -    | Giardino                     | - |      |
| 6    | -    | Bottega                      | - |      |
| 7    | -    | Casa con bottega             | - |      |
| 8    | -    | Casa di Eutychus             | È stata scavata nel 1835 ed aveva conservato anche parte del piano superiore, andato poi perduto, insieme ad altri ambienti, a causa di un bombardamento nel 1943: al suo interno furono ritrovati uno scheletro e diversi monili in oro, mentre nella cucina era un larario ad edicola, ornato all'interno con foglie e la raffigurazione di un pavone. |      |
| 9    | -    | Casa del Labirinto           | Prende il nome da un mosaico che raffigura la lotta nel labirinto tra Teseo ed il Minotauro: si tratta di una costruzione di epoca sannitica costituita da un doppio atrio ed un peristilio, oltre che un quartiere termale ed un panificio con tre macine; degno di nota l'oecus affrescato e impreziosito da dieci colonne.                            |      |
| 10   | -    | Casa del Labirinto           | - |      |
| 11   | -    | Ingresso per piano superiore | - |      |
| 12   | -    | Casa con bottega             | - |      |
| 13   | -    | Casa senza nome              | - |      |
| 14   | -    | Casa con bottega             | - |      |
| 15   | -    | Ingresso per piano superiore | - |      |
| 16   | -    | Lupanare di Afrodite         | - |      |
| 17   | -    | Casa senza nome              | - |      |
| 18   | -    | Ingresso per piano superiore | - |      |
| 19   | -    | Hospitium                    | - |      |
| 20   | -    | Bottega                      | - |      |

## Insula 12
| Pos. | Foto | Nome                           | Descrizione | Note |
| ---- | ---- | ------------------------------ | --- | ---- |
| 1    |      | Bottega                        | Dà anche accesso alla Casa del Fauno e su un pilastro esterno è stata rinvenuta una scrittura in lingua osca, andata poi perduta. |      |
| 2    |      | Casa del Fauno                 | Risale al II secolo a.C. ed ampliata nel secolo successivo: è così denominata per il ritrovamento di una statua in bronzo raffigurante un fauno, al centro dell'impluvium. Sicuramente una delle maggiori dimore di Pompei, ha due giardini con peristilio e due atri ed era decorata con affreschi in primo stile e pavimentata con mosaici, tra cui quello dell'esedra, raffigurante la battaglia tra Dario e Alessandro. |      |
| 3    |      | Bottega                        | - |      |
| 4    |      | Bottega                        | Presentava al momento dello scavo dei graffiti su un pilastro esterno; sono visibili i resti di una scala che conduceva al piano superiore, sotto la quale si apre un piccolo vano sostenuto da un arco, ed una piccola nicchia su una parete. |      |
| 5    |      | Ingresso secondario (VI.12.2.) | - |      |
| 6    |      | Bottega                        | Sulla parete esterna sono stati ritrovati dei graffiti in nero, andati perduti, mentre all'interno si nota una nicchia e la bocca di una cisterna. |      |
| 7    | -    | Ingresso secondario (VI.12.2.) | - |      |
| 8    | -    | Ingresso secondario (VI.12.1.) | - |      |

## Insula 13
| Pos. | Foto | Nome                              | Descrizione | Note |
| ---- | ---- | --------------------------------- | --- | ---- |
| 1    | -    | Bottega                           | - |      |
| 2    | -    | Casa del Gruppo dei Vasi di Vetro | È stata parzialmente scavata nel 1830, per poi essere terminata nel 1874: nel 1943, due bombe sganciate durante il secondo conflitto mondiale, provocarono il crollo di tre stanze e della parte sud-ovest del peristilio; sul giardino si apre il triclinio estivo, l'unico che conserva resti di decorazioni parietali, con al centro l'affresco raffigurante Medea e le figlie di Pelia, conservato al museo archeologico di Napoli. |      |
| 3    | -    | Bottega                           | - |      |
| 4    | -    | Ingresso per piano superiore      | - |      |
| 5    |      | Bottega                           | - |      |
| 6    |      | Casa di M. Terentius Eudoxus      | Chiamata anche Casa del Forno di Ferro è stata esplorata a più riprese tra il 1833 ed il 1873 ed in seguito danneggiata da una bombardamento della seconda guerra mondiale: l'atrio presenta i resti di un impluvio in marmo, mentre nel giardino è rimasta integra qualche colonna del peristilio, il quale era stato trasformato dal proprietario in una officina tessile.                                                            |      |
| 7    |      | Bottega                           | - |      |
| 8    | -    | Ingresso secondario (VI.13.6.)    | - |      |
| 9    | -    | Ingresso secondario (VI.13.6.)    | - |      |
| 10   | -    | Casa di Claudius Eulogus          | Scavata nel 1874, è di modeste dimensioni e ha un atrio con impluvium, dove è in origine era collocato un tavolo in muratura andato perduto a seguito di un bombardamento nel 1943. |      |
| 11   | -    | Ingresso secondario (VI.13.10.)   | - |      |
| 12   | -    | Ingresso secondario (VI.13.19.)   | - |      |
| 13   | -    | Casa senza nome                   | - |      |
| 14   | -    | Bottega                           | - |      |
| 15   | -    | Bottega                           | - |      |
| 16   | -    | Casa di Gavius Proculus           | Era probabilmente utilizzata anche come caupona: il giardino infatti era il luogo dove venivano serviti gli ospiti; oltre a tracce di iscrizioni elettorali sulla facciata, andate perdute, la casa non presenta particolari decorazioni, anche se risulta caratteristica, all'esterno, una torre d'acqua, dalla quale fuoriescono sei tubi di diverse dimensioni che mantenevano costante il flusso dell'acqua.                        |      |
| 17   | -    | Thermopolium                      | - |      |
| 18   | -    | Ingresso secondario (VI.13.13.)   | - |      |
| 19   | -    | Casa di Pompeius Axiochus         | È così chiamata poiché al suo interno fu ritrovato un sigillo con questo nome: sulla facciata erano presenti diversi graffiti, mentre all'interno sono presenti decorazioni parietali con pitture a schemi geometrici in giallo e rosso e resti di pavimento a mosaico; caratteristiche sei nicchie in una parete del giardino: in una di esse fu ritrovata la statua di un ragazzino.                                                  |      |
| 20   | -    | Ingresso secondario (VI.13.2.)    | - |      |
| 21   | -    | Ingresso secondario (VI.13.2.)    | - |      |

## Insula 14
| Pos. | Foto | Nome                                | Descrizione | Note |
| ---- | ---- | ----------------------------------- | --- | ---- |
| 1    |      | Caupona                             | - |      |
| 2    |      | Casa con bottega                    | - |      |
| 3    |      | Bottega                             | - |      |
| 4    |      | Bottega                             | - |      |
| 5    |      | Casa d'Adelaide d'Inghilterra       | Chiamata anche Casa di Marte o Casa dei Cinque Consolati è stata scavata in varie tappe tra il 1839 ed il 1874: di modeste dimensioni, la casa presenta un atrio con resti di impluvio in marmo, triclinio e cubicoli; scarsissime le decorazioni se non una nicchia dell'atrio che originariamente doveva essere decorata in stucco. |      |
| 6    |      | Bottega                             | - |      |
| 7    |      | Bottega                             | - |      |
| 8    |      | Casa con bottega                    | - |      |
| 9    | -    | Ingresso secondario (VI.14.8.)      | - |      |
| 10   |      | Bottega                             | - |      |
| 11   |      | Bottega                             | - |      |
| 12   |      | Casa di L. Numisius Rarus           | Chiamata anche Casa della Moglie Oppia presenta un atrio con impluvio in tufo, circondato da cubicoli ed un triclinio invernale, mentre il giardino, con portico sostenuto da due colonne, mancava di tablino. |      |
| 13   | -    | Bottega                             | - |      |
| 14   |      | Bottega                             | - |      |
| 15   |      | Bottega                             | - |      |
| 16   |      | Caupona                             | - |      |
| 17   | -    | Bottega                             | - |      |
| 18   | -    | Bottega                             | - |      |
| 19   | -    | Bottega                             | - |      |
| 20   |      | Casa di Orfeo                       | Chiamata anche Casa di Vesonius Primus presenta sulla facciata iscrizioni elettorali, mentre nel corridoio di ingresso erano presenti decorazioni in quarto stile andate perdute a seguito di un bombardamento durante la seconda guerra mondiale: nello stesso ambiente è stato possibile riprodurre il calco di un cane agonizzante; all'interno della casa si conservano affreschi alle pareti e mosaici utilizzati come pavimenti.                       |      |
| 21   |      | Bottega                             | - |      |
| 22   |      | Fullonica di Marcus Vesonius Primus | - |      |
| 23   | -    | Ingresso per piano superiore        | - |      |
| 24   |      | Bottega                             | - |      |
| 25   |      | Casa senza nome                     | - |      |
| 26   |      | Bottega                             | - |      |
| 27   | -    | Casa di Memmius Auctus              | È così chiamata per il ritrovamento di un sigillo in bronzo che riportava tale nome: di modeste dimensioni era dotata di un atrio con cinque camere, dove sono state ritrovate alcune anfore utilizzate per la raccolta del vino, una cucina ed una stanza superiore andata perduta; tra i reperti ritrovati quattro busti in marmo di filosofi e diverse statuette di divinità sia in marmo, che in bronzo, che in terracotta.                              |      |
| 28   |      | Taberna Lusoria                     | - |      |
| 29   |      | Ingresso per piano superiore        | - |      |
| 30   |      | Casa di Laocoonte                   | È stata esplorata nel 1876: nel corridoio d'ingresso la pavimentazione era in opus signinum in pietre bianche, l'atrio è di tipo tuscanico, un tablino decorato ed un piccolo giardino con un larario affrescato nel timpano con un uccello acquatico ed altri animali nel resto della nicchia; tra gli affreschi ritrovati nella casa, uno raffigurante Polifemo ed Enea ed un altro la morte di Laocoonte e dei suoi figli, anche se in parte danneggiato. |      |
| 31   |      | Stalla                              | - |      |
| 32   |      | Panificio                           | - |      |
| 33   |      | Ingresso secondario (VI.14.32.)     | - |      |
| 34   |      | Casa senza nome                     | - |      |
| 35   |      | Ingresso secondario (VI.14.36.)     | - |      |
| 36   |      | Caupona di Salvius                  | - |      |
| 37   | -    | Officina lignaria                   | - |      |
| 38   | -    | Casa di C. Poppaeus Firmus          | È stata scavata tra il 1834 ed il 1874 e bombardata nel 1943 causando la distruzione dell'atrio e di alcune camere oltre che la perdita di numerose decorazioni parietali: il giardino presenta un portico nel lato sud sostenuto da nove colonne; gli affreschi principali ritrovati nella casa sono Pindaro e Corinna e Teseo che riceve lo spago da Arianna.                                                                                              |      |
| 39   | -    | Casa di Lucrum Gaudium              | È stata esplorata nel 1876: la casa doveva avere un ingresso con porte a persiana e la pavimentazione ricorrente era in pezzi irregolari di marmo e lava; l'atrio presentava un impluvio con al centro un mosaico andato distrutto nel bombardamento del 1943: seguono poi un tablino ed un giardino con esedra ed i resti di due scale che conducevano al piano superiore.                                                                                  |      |
| 40   | -    | Casa senza nome                     | - |      |
| 41   | -    | Bottega                             | - |      |
| 42   | -    | Casa dell'Imperatrice di Russia     | È stata scoperta nel 1846 quando era in visita a Pompei la principessa da cui ne ha tratto il nome: al suo interno sono stati ritrovati numerosi oggetti preziosi, statue e monete oltre ad affreschi ben conservati, staccati per essere custoditi poi al museo archeologico nazionale di Napoli, come una donna mentre dipinge, ritrovata in un cubicolo e due donne in conversazione, nei pressi del tablino.                                             |      |
| 43   | -    | Casa degli Scienziati               | Presentava sulla facciata una raffigurazione di Mercurio, mentre l'atrio interno è caratterizzato da un impluvium con i resti di una fontana in muratura; in diversi ambienti si ritrovano tracce di decorazioni sia parietali che pavimentali, in questo caso a mosaico, mentre nel giardino, oltre a conservare parte del colonnato, è stata ritrovata una fontana decorata a mosaico, dove al centro, su un piedistallo, era posta una statua di Marte.   |      |
| 44   | -    | Popina                              | - |      |

## Insula 15
| Pos. | Foto | Nome                            | Descrizione | Note |
| ---- | ---- | ------------------------------- | --- | ---- |
| 1    | -    | Casa dei Vettii                 | Deve il suo nome alla famiglia a cui apparteneva, i Vettii appunto, come testimoniato da diverse iscrizioni elettorali e sigilli: l'abitazione, imperniata intorno al peristilio, fu ristrutturata nel I secolo. All'ingresso è l'affresco di Priapo ed il larario mentre nella cucina sono state ritrovate numerose pentole; la maggior parte della casa presenta affreschi in quarto stile, con pannelli colorati nel caratteristico rosso pompeiano.                |      |
| 2    | -    | Casa di Appuleia e di Narcissus | È così chiamata poiché sulla facciata principale fu ritrovato un graffito che riportava questi due nomi: scavata nel 1895, è di modeste dimensioni, superando di poco i trecento metri quadrati; all'interno si trova l'atrio, il tablino, una piccola corte e sei stanze: le decorazioni pittoriche sono in secondo, terzo e quarto stile. |      |
| 3    | -    | Fullonica di Mustius            | Scavata nel 1896, deve il suo nome a delle iscrizioni elettorali trovate al suo esterno: nella cucina sono state ritrovate delle piastrelle in terracotta decorate con altorilievi, come Cupido trainato da cavalli e due figure maschili. |      |
| 4    | -    | Ingresso per piano superiore    | - |      |
| 5    | -    | Casa di M. Pupius Rufus         | Ha un ingresso caratterizzato da un architrave sostenuto da grossi blocchi di tufo, mentre all'interno l'atrio è di tipo tuscanico, il tablino era utilizzato anche come triclinio ed il giardino presentava due file di colonne, alcune delle quali ancora con l'intonaco: in diversi ambienti sono presenti tracce di decorazioni pittoriche in tutti e quattro gli stili e resti di pavimento a mosaico, come quello del tablino.                                   |      |
| 6    | -    | Casa di A. Caesius Valens       | Chiamata anche Casa del Focolare di Ferro fu esplorata nel 1895 e sia l'atrio che le colonne che sostenevano il compluvium furono ritrovate senza alcuna decorazione, mentre in altri ambienti si sono conservate sia pitture che il pavimento in cocciopesto, realizzato con marmi colorati: affreschi sono visibili nel triclinio, come degli amorini, Venere e Adone ed un disegno architettonico sormontato da un vaso e un grifone.                               |      |
| 7    | -    | Ingresso secondario (VI.15.8)   | - |      |
| 8    | -    | Casa del Principe di Napoli     | Presenta al suo interno una serie di intonaci ben conservati: nell'atrio, oltre ad un tavolo in marmo con piedi decorati, le pareti sono affrescate in rosso con disegni di animali come cigni e pavoni, il tablino e un oecus sono dipinti motivi architettonici e animali su fondo bianco, nel triclinio sono figure a grandezza naturale, rappresentazione di Bacco e Venere; nel giardino inoltre si trova un larario con quattro colonne stuccate sulla facciata. |      |
| 9    | -    | Casa del Compluvium             | Chiamata anche Casa del Doppio Impuvlium ha la caratteristica di avere un atrio con colonne che sorreggo un piano superiore a cui è possibile accedere tramite una scala: in alcuni ambienti della casa sono visibili resti delle decorazioni parietali, sia stucchi che pitture. |      |
| 10   | -    | Bottega                         | - |      |
| 11   | -    | Bottega                         | Su una parete era dipinto un larario, andato perduto, con la raffigurazione di un Genio, di serpenti, di un prosciutto, di una testa di maiale e salsicce. |      |
| 12   | -    | Casa di Vedius Vestalis         | È stata scavata nel 1896 ed è così denominata per il ritrovamento di tale nome su un'anfora: di poco più di un centocinquanta metri quadrati, è dotata un atrio, una stanza spaziosa, probabilmente un triclinio ed altri sei ambienti; mancano le decorazioni. |      |
| 13   | -    | Ingresso secondario (VI.15.14)  | - |      |
| 14   | -    | Casa della Matrona Ignota       | Viene così chiamata per il ritrovamento al interno di un cubicolo, al centro del pavimento, di un mosaico raffigurante una giovane matrona con capelli ondulati ed orecchini di perle: la casa presenta un lungo corridoio d'ingresso, originariamente dipinto di giallo, un atrio con impluvium e pavimentato in origine con pezzi di marmo colorato; nove sono le stanze, alcune delle quali conservano residue tracce di pittura in quarto stile.                   |      |
| 15   | -    | Thermopolium                    | Sulle pareti resistono decorazioni in rosso e bianco con al centro dei pannelli vasi ed uccelli che baccano: il banco è rivestito di pezzi di marmo ed al suo interno sono incassati tre dolia. |      |
| 16   |      | Caupona                         | Il bancone, coperto di frammenti di marmo ed ardesia, conteneva quattro recipienti di terracotta, di cui solo uno rimasto: sul retro si aprono diversi ambienti, privi di decorazione, dove è stato rinvenuto solo qualche graffito. |      |
| 17   | -    | Ingresso per piano superiore    | - |      |
| 18   | -    | Stalla                          | Poteva probabilmente essere anche un dormitorio ed aveva, sulla parete di fondo, in una nicchia, un larario, con una figura vestita di blu e distesa su un divano al centro e pareti decorate con foglie rosse e mele cotogne; accanto, un'altra piccola nicchia, doveva contenere una lampada. |      |
| 19   | -    | Ingresso per piano superiore    | - |      |
| 20   | -    | Casa di Stlaborius Auctus       | È stata scavata nel 1897 ed in origine, nei pressi dell'ingresso, doveva presentare un sedile in muratura: internamente è costituita da una corte centrale intorno alla quale si aprivano i vari ambienti, come la cucina con focolare ed il triclinio che doveva avere muri in rosso, rivestiti, pochi anni prima dell'eruzione, di calce, così come gli altri ambienti avevano pareti rivestite di intonaco grezzo-                                                  |      |
| 21   | -    | Casa con bottega                | Scavata nel 1897, presenta un corridoio d'ingresso con intonaco grezzo, un atrio con impluvium con al centro un dolium seppellito fino all'orlo ed una cucina con latrina. |      |
| 22   | -    | Casa di Cinnius Fortunatus      | È stata esplorata nel 1896 e deve il suo nome al ritrovamento di un'anfora che riportava tale denominazione: la casa, a due piani, aveva le pareti rivestite semplicemente di intonaco senza alcun tipo di decorazione; al suo interno sono stati rinvenuti due scheletri. |      |
| 23   | -    | Casa senza nome                 | Esplorata nel 1896, ha una superficie di quattrocentotrenta metri quadrati e si divide in undici stanze: il peristilio aveva undici colonne in intonaco grezzo che si distribuivano sui quattro lati e di cui rimangono solo le basi e resti di pittura, in particolar modo il larario, al momento dello scavo, perfettamente conservato, con alla base due serpenti e diverse decorazioni floreali ed uccelli; sono stati ritrovati un sigillo e numerosi scheletri.  |      |
| 24   | -    | Ingresso secondario (VI.15.5)   | - |      |
| 25   | -    | Ingresso secondario (VI.15.5)   | - |      |
| 26   | -    | Ingresso secondario (VI.15.2)   | - |      |
| 27   |      | Ingresso secondario (VI.15.1)   | - |      |

## Insula 16
| Pos. | Foto | Nome                                | Descrizione | Note |
| ---- | ---- | ----------------------------------- | --- | ---- |
| 1    |      | Caupona                             | Dall'identificazione incerta: presenta scarsi resti di intonaco ed era collegata al vicino thermopolium tramite una porta. |      |
| 2    |      | Thermopolium                        | È caratterizzato da un bancone, con due o tre urne per contenere il cibo e dipinto in origine con stucchi in rosso e ricoperto con pezzi di marmo; la bottega era anche dotata di un focolare, di cui sono visibili i resti e di una stanza sul retro. |      |
| 3    |      | Fullonica di Manius Salarius Crocus | Conserva due grosse vasche in muratura dove avveniva la follatura, realizzate in laterizi ed resti di un bacino. |      |
| 4    | -    | Ingresso secondario (VI.16.3.)      | - |      |
| 5    |      | Bottega                             | La parte che si affaccia sulla strada era priva di decorazioni, mentre la stanza sul retro, che possedeva anche una scala per il piano superiore, conserva scarni resti di affreschi, in origine a forme geometriche di vari colori. |      |
| 6    |      | Fullonica                           | Sono presenti resti di vasche per la lavorazione dei tessuti; le decorazioni sono state fatte esclusivamente sulla parte bassa delle pareti, mentre quella alta era semplicemente tinteggiata in bianco. |      |
| 7    |      | Casa degli Amorini Dorati           | È stata costruita nel III secolo a.C. e ampliata nel I secolo a.C. ed apparteneva a Cn. Poppaeus Habitu. Così chiamata a seguito del ritrovamento di una lamina d'oro sul quale erano disegnati degli amorini, si sviluppa intorno al peristilio con giardino, decorato con statue in marmo e affreschi che rappresentano divinità egizie; notevole il salone, con decorazioni in terzo stile e pavimentazione a mosaico.                                   |      |
| 8    |      | Bottega                             | Composta da tre camere, in una di esse si conservano i resti di una scala che conduceva al piano superiore, vicino alla quale sono state rinvenute numerose anfore; nello stesso ambiente è presente una bocca di una cisterna. |      |
| 9    |      | Bottega                             | Sono visibili resti di una porta murata che conduceva in un ambiente con una scala per l'ingresso al piano superiore. |      |
| 10   |      | Casa di Erastus                     | Era adibita sia a magazzino, nella parte anteriore, che a casa in quella posteriore: il magazzino aveva pareti bianche e pavimento in terra battuta, mentre la casa aveva pavimento in cocciopesto e pareti bianche, talvolta decorate con fasce rosse e piccole disegni. |      |
| 11   |      | Bottega                             | Utilizzata anche come abitazione, aveva anche un piano superiore come testimoniato da i resti di una scala: al momento dello scavo è stato ritrovato un larario affrescato in bianco e rosso con ghirlande, alcuni ambienti con pavimento in opus signinum e diverse decorazioni parietali, per lo più grossi pannelli colorati con raffigurazioni di uccelli e fregi.                                                                                      |      |
| 12   |      | Thermopolium                        | Suddiviso in diversi ambienti, presenta una latrina, oltre a resti di una scala per il piano superiore: durante le prime esplorazioni sono stati ritrovati un larario affrescato con raffigurazioni di elementi naturali e due serpenti con cresta rossa e barba e diverse suppellettili in terracotta. |      |
| 13   |      | Bottega                             | Oltre al vano commerciale, sono presenti tre piccole stanze, originariamente pavimentate in cocciopesto e con pareti affrescate, di cui rimangono sterili tracce solo di un pannello bianco e rosso. |      |
| 14   |      | Ingresso per piano superiore        | - |      |
| 15   |      | Casa dell'Ara Massima               | Chiamata anche Casa del Narciso, è stata costruita nel III secolo a.C. o precedentemente: conserva al suo interno numerose decorazioni pittoriche ed al momento dello scavo sono stati rinvenuti un gran numero di strumenti in bronzo, oltre ad un tavolo adornato alla base con una sfinge egizia. |      |
| 16   |      | Ingresso per piano superiore        | - |      |
| 17   |      | Ingresso secondario (VI.16.15.)     | - |      |
| 18   |      | Bottega                             | Utilizzata anche come abitazione, non presenta elementi decorativi: oltre ad una latrina ed ai resti di un focolare, è stato ritrovato un grosso blocco di calcare, utilizzato come primo gradino di una scala in legno. |      |
| 19   |      | Ingresso secondario (VI.16.26.)     | - |      |
| 20   |      | Statio Vindemitorum                 | Presentava un pavimento in cocciopesto, mentre le decorazioni parietali, vagamente conservate, erano caratterizzate da una zoccolatura in rosso, zona centrale in bianco e parte superiore in stucco bianco; si conserva una nicchia, nelle cui vicinanze erano raffigurati due serpenti gialli. |      |
| 21   |      | Statio Vindemitorum                 | - |      |
| 22   | -    | Statio Vindemitorum                 | - |      |
| 23   |      | Statio Vindemitorum                 | Al momento dello scavo, sulle mura esterne, sono state ritrovate diverse iscrizioni elettorali, andate poi perdute. |      |
| 24   | -    | Statio Vindemitorum                 | - |      |
| 25   | -    | Bottega                             | Resti di una scala per il piano superiore ed un piccolo ambiente sul retro. |      |
| 26   | -    | Casa dell'Altare di Giove           | Scavata nel 1904, è ampia oltre cinquecentro metri quadrati: presenta due atri, un peristilio colonnato su tre lati, mentre il quarto è caratterizzato da semicolonne e resti di decorazioni pittoriche in primo e quarto stile in diversi ambienti; al centro del giardino sono state ritrovate una serie di dolia. |      |
| 27   | -    | Ingresso secondario (VI.16.26.)     | - |      |
| 28   | -    | Casa di Coponii                     | Chiamata anche Casa della Caccia dei Tori, è stata scavata nel 1904: si presenta con un atrio con impluvium rivestito d'intonaco e pezzi di marmo, un tablino, che conserva ancora le decorazioni parietali con pannelli al cui centro sono affrescate diverse figure come un uomo nudo che suona o disegni architettonici e diversi ambienti con tracce di affreschi; sono stati rinvenuti anche bicchieri in vetro ed una statua in terracotta di Venere. |      |
| 29   | -    | Casa di C. Vettius Firmus           | È così chiamata poiché nei pressi dell'ingresso fu ritrovato un graffito con tale nome: il corridoio d'ingresso era decorato con uno zoccolo nero, mentre la parte superiore con lastre di finto marmo bianco, l'atrio non presenta l'impluvio, mentre in alcune delle nove stanze che compongono la casa si sono conservati resti di pittura in quarto stile; tra i principali reperti uno scheletro, due monete in bronzo ed una lampada.                 |      |
| 30   | -    | Bottega                             | Al suo interno sono stati ritrovati la parte superiore di un altare in marmo rosso, la cui collocazione è sconosciuta e due cumuli di calce, che mostrano ancora i segni delle stuoie che li contenevano. |      |
| 31   | -    | Casa con bottega                    | Esplorata nel 1905, è suddivisa in cinque ambienti con pavimentazione in cocciopesto e affreschi in primo e quarto stile: si osserva la pittura di un paesaggio di montagna, un paesaggio con un albero sacro ed un tempio ed un'altra ben conservata ma dall'interpretazione incerta; sono state ritrovate un gran numero di terrecotte. |      |
| 32   | -    | Casa di L. Aurunculeius Secundio    | È stata esplorata nel 1904 e presenta un atrio con resti di impluvio e due nicchie utilizzate come larario e cinque stanze con decorazioni parietali in quarto stile: tra gli affreschi principali due donne che si avvicinano ad un altare dedicato a Priapo, Polifemo seduto su una scogliera e varie raffigurazioni di frutta ed uccelli; inoltre, in una stanza, sono stati ritrovati numerosi oggetti in vetro, cristallo, piombo, ferro e marmo.      |      |
| 33   | -    | Bar di L. Aurunculeius Secundio     | Presenta una pavimentazione in opus signinum, mentre le pareti, in stucco bianco, divise da linee gialle, presentano al centro un uccello: il bancone, in muratura, doveva essere decorato nella zona centrale, con la raffigurazione di un fallo eretto, di cui rimangono poche tracce. |      |
| 34   | -    | Bottega                             | La pavimentazione era in cocciopesto, mentre le pitture parietali, di cui restano pochi tratti, erano dei pannelli divisi tramite linee in rosso, con al centro la raffigurazione di una pianta con il fusto molto alto; due gradini davano l'accesso ad una scala in legno. |      |
| 35   | -    | Casa senza nome                     | Scavata nel 1904, presenta resti di pavimentazione in cocciopesto con inserti di marmo, un atrio con un implivium a bordo alto e qualche decorazione alle pareti in quarto stile. |      |
| 36   | -    | Casa di Q. Poppaeus Sabinus         | Ha un lungo corridoio d'ingresso, alla cui estremità fu ritrovata una campana in ferro, che conduce direttamente al peristilio, il quale conserva tracce di colonne su tre lati: intorno si aprono le cinque stanze della casa con resti di pittura in terzo e quarto stile e pavimentazione a mosaico; caratteristico il larario a nicchia con grosse colonne.                                                                                             |      |
| 37   | -    | Bottega                             | - |      |
| 38   | -    | Ingresso secondario (VI.16.7)       | - |      |
| 39   | -    | Ingresso per piano superiore        | - |      |
| 40   | -    | Thermopolium                        | Suddiviso in diversi ambienti, alcuni erano destinati ai clienti, mentre altri al proprietario: si osserva una latrina, un forno in muratura, un larario, che al momento dello scavo era ancora affrescato in rosso e giallo con uova, pigne e fiori, e il bancone con rivestimento in marmo; è stata rinvenuta anche una lucerna sulla quale sono raffigurate Iside, Arpocrate ed Anubi, oggi conservata al museo archeologico nazionale di Napoli.        |      |

## Insula 17
| Pos. | Foto | Nome                            | Descrizione | Note |
| ---- | ---- | ------------------------------- | --- | ---- |
| 1    | -    | Hospitium di Albinus            | - |      |
| 2    | -    | Thermopolium                    | - |      |
| 3    | -    | Ingresso secondario (VI.17.4.)  | - |      |
| 4    | -    | Thermopolium                    | - |      |
| 5    | -    | Casa di Popidius Rufus          | È una piccola casa di meno di cento metri quadrati con appena tre stanze: scavata nel 1804, sulla facciata principale furono ritrovate iscrizioni elettorali, mentre all'interno, di pianta irregolare, presenta un atrio con resti di impluvium. |      |
| 6    | -    | Bottega                         | - |      |
| 7    | -    | Bottega                         | - |      |
| 8    | -    | Bottega                         | - |      |
| 9    | -    | Ingresso secondario (VI.17.10.) | - |      |
| 10   | -    | Casa delle Danzatrici           | È stata esplorata nel 1764: l'ingresso avviene tramite tre scalini, immettendo direttamente nell'atrio, segue poi il tablino ed il giardino, mentre le stanze sono tredici; la casa si presenta in rovina ed al suo interno sono stati ritrovati alcuni affreschi ben conservati, esposti poi al museo archeologico nazionale di Napoli, come la liberazione di Andromeda ed Ercole che libera Esione.  |      |
| 11   | -    | Identificazione incerta         | - |      |
| 12   | -    | Ingresso per piano superiore    | - |      |
| 13   | -    | Casa di C. Nivillio             | Chiamata anche Casa dei Tre Piani è stata scavata nel 1763 ed è ampia poco meno di cinquecento metri quadrati: ha il tipico impianto con atrio con impluvio, circondato da tre stanze e tablino; tuttavia non sono presenti tracce di decorazioni. |      |
| 14   | -    | Identificazione incerta         | - |      |
| 15   | -    | Bottega                         | - |      |
| 16   | -    | Casa di C. Ceius                | Ha la caratteristica di presentare un doppio atrio: il primo è circondato da sei stanze, il secondo da cinque; la casa inoltre ha una cucina di cui è ancora visibile il focolare e l'accesso alla cantina ed un tablino, mentre non si riscontra alcun tipo di decorazione. |      |
| 17   | -    | Ingresso secondario (VI.17.16.) | - |      |
| 18   | -    | Bottega                         | - |      |
| 19   | -    | Bottega                         | - |      |
| 20   | -    | Bottega                         | - |      |
| 21   | -    | Bottega                         | - |      |
| 22   | -    | Bottega                         | - |      |
| 23   | -    | Ingresso per piano superiore    | - |      |
| 24   | -    | Bottega                         | - |      |
| 25   | -    | Casa del Leone                  | È stata esplorata nel 1771 ma a seguito del bombardamento del 1943, è andata quasi completamente distrutta: ne rimane l'ampio vestibolo d'ingresso e la parte nord del muro dell'atrio con la presenza di tre nicchie; al suo interno furono ritrovati alcuni affreschi, staccati e conservati al museo archeologico di Napoli, coma la raffigurazione di un paese e una scena di barche con pescatori. |      |
| 26   | -    | Bottega                         | - |      |
| 27   | -    | Casa dei Cadaveri di Gesso      | È stata scoperta nel 1750 ed è in parte oggi sede della direzione degli scavi di Pompei: dalla pianta irregolare, aveva atrio, tablino e peristilio colonnato su due lati; le uniche decorazioni rimanenti è una parte del mosaico pavimentale nell'atrio. |      |
| 28   | -    | Identificazione incerta         | - |      |
| 29   | -    | Identificazione incerta         | - |      |
| 30   | -    | Ingresso secondario (VI.17.27.) | - |      |
| 31   | -    | Casa con bottega                | - |      |
| 32   | -    | Casa di Diana II                | È stata esplorata nel 1760 ed è in stato di rovina: l'ingresso, caratterizzato da tre scalini, conserva ancora tracce di stucco utilizzato per decorare la facciata, mentre all'interno presenta una pianta irregolare, con atrio, giardino, al cui centro doveva probabilmente trovarsi una fontana e quattordici ambienti; nulla resta delle decorazioni.                                             |      |
| 33   | -    | Stanza                          | - |      |
| 34   | -    | Bottega                         | - |      |
| 35   | -    | Cella vinaria                   | - |      |
| 36   | -    | Ingresso secondario (VI.17.32.) | - |      |
| 37   | -    | Ingresso alla Via Consolare     | - |      |
| 38   | -    | Bottega                         | - |      |
| 39   | -    | Identificazione incerta         | - |      |
| 40   | -    | Identificazione incerta         | - |      |
| 41   | -    | Casa della Biblioteca           | È stata esplorata nel 1759 e intorno al 1970, per poi essere restaurata nel 1974 ed è così chiamata poiché probabilmente al suo interno fu ritrovata una libreria privata: la casa presenta numerosi affreschi in terzo e quarto stile, alcuni dei quali molto ben conservati come disegni architettonici, maschere e figure umane, così come rimangono tracce del pavimento a mosaico.                 |      |
| 42   | -    | Casa del Bracciale d'Oro        | Chiamata anche Casa delle Nozze di Alessandro ha restituito una grossa quantità di affreschi, in parte staccati dalla loro collocazione originale: l'atrio con impluvio, presenta resti della pavimentazione a mosaico, mentre le stanze che si aprono intorno, presentano resti di decorazioni; una scala conduce al piano inferiore, dove si trova il triclinio ed il giardino.                       |      |
| 43   | -    | Ingresso a cantina              | - |      |
| 44   | -    | Ingresso per piano superiore    | - |      |

## Fuori le mura
| Pos. | Foto | Nome            | Descrizione | Note |
| ---- | ---- | --------------- | --- | ---- |
| -    |      | Castellum Aquae | Aveva la funzione di approvvigionare la rete idrica cittadina: l'acqua arrivava all'interno della struttura tramite l'acquedotto romano del Serino ed in seguito tramite tre condotti, regolati da un sistema di saracinesche veniva convogliata in tutte le zone della città. |      |